# 齐雪霏
齐雪霏（Qi Xuefei, Jessica，1992年2月28日—），前中国女子羽毛球运动员，自2019年開始成為法国公民，並代表法國參加國際賽事。

## 簡歷
齐雪霏出道初期為北京羽毛球队的女子单打选手，其後曾入選中国国家羽毛球队青年队。
2009年9月，齐雪霏出戰中國羽毛球大師賽，與马溪溪搭檔出戰女雙項目，在正賽首轮就被楊維/張潔雯淘汰。
其後，齐雪霏轉為以个人的名义自费参赛，並代表欧洲的俱乐部打职业比赛。
2017年5月，齐雪霏出戰斯洛文尼亞羽毛球國際賽，在女单决赛以0比2（19-21、14-21）不敌赛会4号种子、丹麦名将的茱莉·达瓦尔·雅各布森，赢得亚军。同年6月，她出战拉脫維亞羽毛球國際賽，在女单决赛以2比0（21-19、21-6）击败了俄罗斯名将的奥尔佳·阿尔汉格尔斯卡亚，这也是她首个未來系列賽女单冠军。同期6月，她出战西班牙羽毛球國際賽，在女单準决赛以1比2（21-18、16-21、16-21）不敌赛会4号种子、丹麦名将的米娅·布里西费尔特。同年9月，她出战比利時羽毛球國際賽，在女单决赛因自己弃赛，赢得亚军。
2018年1月，齐雪霏出戰愛沙尼亞羽毛球國際賽，在女单準决赛以1比2（21-13、16-21、17-21）不敌赛会头号种子、以色列名将的克谢尼娅·波利卡波娃。同年3月，她出战葡萄牙羽毛球國際賽，在女单决赛以2比0（21-15、21-17）击败了丹麦名将的安娜·蒂亚·马德森，这也是她首个國際系列賽女单冠军。同期3月，她出战奧爾良羽毛球大師賽，在女单準决赛以1比2（10-21、21-18、14-21）不敌日本名将的齋藤栞。同年5月，她出战斯洛文尼亞羽毛球國際賽，在女单决赛以2比0（21-15、21-6）击败了丹麦名将的米歇尔·斯科斯特鲁普，赢得国际赛女单冠军。同年7月，她出战白夜羽毛球賽，在女单準决赛以0比2（19-21、19-21）不敌新加坡名将的杨佳敏。同年10月，她出战荷蘭羽毛球公開賽，在女单决赛以0比2（16-21、18-21）不敌赛会头号种子、丹麦名将的米娅·布里西费尔特，赢得亚军。

## 主要比賽成績
只列出曾進入準決賽的國際賽事成績：
| 年份      | 賽事                       | 公開賽級別 | 項目     | 成績   |
| --------- | -------------------------- | ---------- | -------- | ------ |
| 代表 中国 |                            |            |          |        |
| 2017年    | 斯洛文尼亞羽毛球國際賽     | 國際系列賽 | 女子單打 | 亞軍   |
| 2017年    | 拉脫維亞羽毛球國際賽       | 未來系列賽 | 女子單打 | 冠軍   |
| 2017年    | 西班牙羽毛球國際賽         | 國際挑戰賽 | 女子單打 | 準決賽 |
| 2017年    | 比利時羽毛球國際賽         | 國際挑戰賽 | 女子單打 | 亞軍   |
| 2018年    | 愛沙尼亞羽毛球國際賽       | 國際系列賽 | 女子單打 | 準決賽 |
| 2018年    | 葡萄牙羽毛球國際賽         | 國際系列賽 | 女子單打 | 冠軍   |
| 2018年    | 奧爾良羽毛球大師賽         | 超級100賽  | 女子單打 | 準決賽 |
| 2018年    | 斯洛文尼亞羽毛球國際賽     | 國際系列賽 | 女子單打 | 冠軍   |
| 2018年    | 白夜羽毛球賽               | 國際挑戰賽 | 女子單打 | 準決賽 |
| 2018年    | 荷蘭羽毛球公開賽           | 超級100賽  | 女子單打 | 亞軍   |
| 代表 法國 |                            |            |          |        |
| 2019年    | 阿塞拜疆羽毛球國際賽       | 國際挑戰賽 | 女子單打 | 準決賽 |
| 2019年    | 哈爾科夫羽毛球國際賽       | 國際挑戰賽 | 女子單打 | 冠軍   |
| 2019年    | 比利時羽毛球國際賽         | 國際挑戰賽 | 女子單打 | 準決賽 |
| 2019年    | 杜拜羽毛球國際挑戰賽       | 國際挑戰賽 | 女子單打 | 準決賽 |
| 2019年    | 愛爾蘭羽毛球公開賽         | 國際挑戰賽 | 女子單打 | 冠軍   |
| 2019年    | 蘇格蘭羽毛球公開賽         | 國際挑戰賽 | 女子單打 | 冠軍   |
| 2019年    | 意大利羽毛球國際賽         | 國際挑戰賽 | 女子單打 | 準決賽 |
| 2020年    | 歐洲羽毛球男女子團體錦標賽 | 其他       | 女子團體 | 季軍   |
| 2021年    | 歐洲羽毛球混合團體錦標賽   | 其他       | 混合團體 | 亞軍   |
| 2022年    | 荷蘭羽毛球公開賽           | 國際挑戰賽 | 女子單打 | 準決賽 |
| 2023年    | 歐洲羽毛球混合團體錦標賽   | 其他       | 混合團體 | 亞軍   |
| 2023年    | 蘇格蘭羽毛球公開賽         | 國際挑戰賽 | 女子單打 | 準決賽 |
| 2023年    | 荷蘭羽毛球公開賽           | 國際挑戰賽 | 女子單打 | 準決賽 |
| 2023年    | 薩爾瓦多羽毛球國際賽       | 國際挑戰賽 | 女子單打 | 準決賽 |
| 2024年    | 歐洲羽毛球男女子團體錦標賽 | 其他       | 女子團體 | 季軍   |
| 2025年    | 歐洲羽毛球混合團體錦標賽   | 其他       | 混合團體 | 亞軍   |

| 2007-2017年 | 首要超級賽 | 超級賽 | 黃金大獎賽 | 大獎賽 | 國際挑戰賽 | 國際系列賽 | 未來系列賽 | 其他 |

| 2018-2026年 | 總決賽 | 超級1000賽 | 超級750賽 | 超級500賽 | 超級300賽 | 超級100賽 | 國際挑戰賽 | 國際系列賽 | 未來系列賽 | 其他 |

### 奧運會和世錦賽參賽紀錄
|          | 2020       | 2022 | 2023  | 2024       |
| -------- | ---------- | ---- | ----- | ---------- |
| 女子單打 | 小組第三名 | 64強 | 64強1 | 小組第三名 |

- ^  注解1：退賽

## 主要對賽紀錄
齐雪霏與主要對手的對賽成績如下（只列出對賽三次或以上對手，截至2019年9月13日）：

| 對手              | 對賽次數 | 對賽結果 | 對賽結果 | 總計 |
| 對手              | 對賽次數 | 勝       | 負       | 總計 |
| ----------------- | -------- | -------- | -------- | ---- |
| 内斯里汉·伊吉特   | 3        | 3        | 0        | +3   |
| 阿努拉·普拉布德賽 | 3        | 3        | 0        | +3   |
| 奥兹格·巴伊拉克   | 3        | 3        | 0        | +3   |
| 克拉拉·阿蘇爾門迪 | 3        | 3        | 0        | +3   |